# Finlandeses
Os finlandeses ou finos (em finlandês:  suomalaiset; em sueco:  finnar, para os finlandeses étnicos, ou finländare, para os cidadãos da Finlândia) são um grupo étnico fino-baltico historicamente associado com a Finlândia (ou Fenoscândia), bem como a todos os habitantes daquele país.
O termo também pode se referir ao restante dos grupos étnicos nativos que habitam aquele país, como a população de fala sueca e os lapões, além de populações minoritárias que vivem nos países vizinhos, mas que têm características étnicas finlandesas, como os kvens, da Noruega, a população que fala o finlandês e os tornedálios, da Suécia, e os finlandeses íngrios, da Rússia. 
Os finlandeses podem ser divididos de acordo com os dialetos em subgrupos chamados tradicionalmente de heimo (lit. "tribo"), porém estas divisões vêm tornando-se menos importantes com o aumento das migrações internas.
Linguisticamente o finlandês, falado pela maior parte dos finlandeses, tem um parentesco mais acentuado às outras línguas balto-fínicas, como o estoniano e o careliano, enquanto o sueco, falando pelos finlandeses suecos, não tem qualquer relação com estes idiomas e faz parte da família linguística indo-europeia. O finlandês apresenta uma série de empréstimos do sueco, além de outras línguas germânicas e indo-europeias, que datam de diferentes camadas cronológicas, enquanto o sueco tem alguns poucos empréstimos dos idiomas balto-fínicos. Geneticamente, os finlandeses parecem ser um grupo razoavelmente homogêneo, com uma herança genética partilhada por outras etnias europeias.

## Uso linguístico
No uso da língua finlandês, a pessoa finlandesa (finlandês: suomalainen) é uma nação com duas línguas, finlandês (na Finlândia cerca de 92% falantes da população) e sueco: (cerca de 5,5% da população da Finlândia). O termo "Finlandês suecófonos" (finlandês que fala sueco) é suomenruotsalainen em finlandês.
A autodesignação do finlandês que fala sueco na língua sueca é finlandssvenskar ("finlandês-sueco"). No uso linguístico finlandês-sueco é possível fazer a seguinte especificação: a nação consiste em falantes finlandeses (finlandês-sueco: finnar) e falantes suecos (finlandês-sueco: finlandssvenskar) que junto com a pouca minoria constitui a pessoa finlandesa (finlandês-sueco: finländare). Essa distinção não é feita sempre pelos falantes suecos fora da Finlândia, onde o termo finländare é pouco conhecido, e também não por todos os finlandeses-suecos, alguns preferem se designar como finaar.